# Реймонд Чандлер
Ре́ймонд То́рнтон Чандлер (англ. Raymond Chandler; 23 липня 1888 Чикаго — 26 березня 1959) — американський письменник-реаліст та кіносценарист, один із засновників, поряд із Дешиллем Гемметтом та Джеймсом Кейном, піджанру «крутого детективу» (англ. hard-boiled fiction), як його ще називають, жанру «нуар». Головним персонажем романів та оповідань Чандлера був приватний детектив Філіп Марлоу.

## Життєпис
Реймонд Чандлер народився в Чикаго у сім'ї офіцера-відставника, який працював інженером в американській залізничній компанії. У сім років, коли батьки розлучилися, переїхав з матір'ю, ірландкою за походженням, в Англію, до її родичів.
Отримав освіту, типову для позбавленого власних коштів представника «середнього класу», в лондонському Далідж-Коледжі. Пішов працювати найманим клерком в один з відділів Адміралтейства — робота в урядовому закладі змусила його взяти британське громадянство. Американець за народженням, англієць за вихованням (у 1907—1956 роках і за паспортом) — визначило на все життя своєрідність натури, характеру, смаків, уподобань Чандлера. Він почав писати вірші, втім нічим не примітні.
Залишивши, не зважаючи на бурхливі протести родичів, чиновницьку службу, Чандлер влаштувався репортером до газети «Дейлі ікспрес». Сором'язливому та замкнутому юнакові нелегко було домогтися успіху на цьому терені, але він не цурався навіть чорної та невдячної праці, за умови, що пов'язана вона з літературою. Потім була «Western Gazette», де він на основі публікацій у закордонній пресі, компонував колонку з питань європейської політики. Публікував без підпису, так що невідомо, скільки таких колонок ним було написано. У цьому ж виданні друкувалися сценки, замальовки та вірші Чандлера. Бажання стати письменником не полишало його, та він ніяк не міг знайти свою тему, свій жанр. Не домігшись особливого успіху як журналіст та поет, Чандлер вирішив повернутися до США.
У 1912 році Реймонд Чандлер повернувся в Лос-Анджелес. На батьківщині Чандлер виявився зовсім без засобів до існування. Йому довелося спробувати себе в різних сферах. Він був сільськогосподарським робітникам, на фабриці спортивного інвентарю натягував струни на тенісні ракетки. Зрештою Чандлеру вдалося отримати місце бухгалтера, після закінчення бухгалтерських курсів. Пішов добровольцем 1917 року в канадську армію. Кілька місяців прослужив у частинах, які перебували в Англії та Франції, проте участі в боях першої світової війни так і не брав.
Після закінчення війни Чандлер повернувся до Лос-Анджелеса. У нього зав'язався роман з Сіссі Паскаль, старшою від нього на 18 років одруженою жінкою. Сіссі розлучилася зі своїм чоловіком у 1920 році, проте мати Чандлера не схвалила цей зв'язок і не дала дозволу на шлюб. Смерть матері 26 вересня 1923 року дала змогу Чандлеру одружитися з Сіссі. Весілля відбулось 6 лютого 1924 року. Почуття до Сіссі він проніс через усе життя — вони прожили разом 30 років.
У нафтовій компанії «Dabney Oil», де він почав працював звичайним клерком, Чандлер досить швидко та зовсім несподівано у 1932 році зробив кар'єру — став віце-президентом. Проте економічна криза початку 1930-х років, непрості стосунки з керівництвом фірми, пристрасть Чандлера до алкоголю — стали причиною його звільнення з компанії у 1933 році.
Після звільнення, щоб заробляти на життя, Чандлер знову взявся за перо — але писав вже не поезію, а детективні оповідання для дешевих журналів. Перше оповідання Чандлера «Шантажисти не стріляють» опубліковане у «Чорній масці» за грудень 1933 року. Тоді Чандлеру було сорок п'ять років. Перший роман «Вічний сон» вийшов у 1939 році. «Прощай, кохана» (1940) — другий роман Чандлера. Потім були «Високе вікно» (1942) та «Дівчина в озері» (1943). З двадцяти шести років літературної діяльності Чандлера найпродуктивнішими стали п'ять років з 1939 по 1943 рік. Тоді були написані романи, які принесли йому заслужену славу.
Чандлер у 1934 році підписав контракт з однією з голлівудських студій та став їхнім штатним сценаристом. У співавторстві з Біллі Вайлдером створив сценарій для фільму «Подвійна страховка» (1944). Пізніше він, вже самостійно, написав сценарій для фільму «Синій жоржин» (1946). Чандлер також взяв участь у створенні сценарію до фільму «Незнайомці в потягу» (1951) Альфреда Гічкока. У ці роки він переїхав до району Ла-Хойя.
Під час хвороби Сіссі, Чандлер написав роман «Довге прощання» (1954). Після смерті дружини у 1954 році самотність привела його до клінічної депресії, він почав сильно пити, що позначилося на якості його творів. У 1955 році він зробив спробу самогубства. У 1956 році він знову отримав громадянство США, пізніше подорожував по Європі. 
Повернувся до США у 1959 році, де захворів на пневмонію і помер у шпиталі. Реймонд Чандлер похований на кладовищі Сан-Дієго.

## Творчість
Чандлер прийшов у детективний жанр досить пізно, коли йому було за сорок. Написав він досить мало — всього сім романів, два десятка невеликих оповідань, кілька статей та сценаріїв для Голлівуда. Чандлер був людиною не світською та вів замкнений спосіб життя.
Попри те, що Реймонд Чандлер працював у жанрі, до якого критика ставилася за його життя зневажливо, і публікувався в журналах, які мали характер «читва» (pulp fiction), його відрізняла дуже виразна проза, збагачена численними яскравими метафорами, високий рівень деталізації психології персонажів, що наближало його до серйозної літератури. Вагомість внеску Чандлера у розвиток англомовної прози була оцінена Джоном Б. Пристлі, який написав ряд позитивних рецензій на його книги. Про твори Чандлера з повагою відгукувався Вільям Сомерсет Моем.
Усі романи Реймонд Чандлера, крім одного, були екранізовані, деякі кілька разів.
Роман «Глибокий сон» (1939) посів 66 рядок у Рейтингу 100 найкращих книг усіх часів журналу Ньюсвік.

## Творчий доробок

### Екранізації
- 1944 — Подвійна страховка
- 1944 — Це вбивство, моя люба!
- 1946 — Великий сон
- 1947 — Жінка в озері
- 1969 — Марлоу
- 1973 — Довге прощання
- 1975 — Прощай, моя красуня
- 1978 — Великий сон
- 1998 — Великий Лебовські (вільна екранізація роману Глибокий сон)
- 1998 — Приватний детектив Марлоу
- 1984—1986 — Філіп Марлоу: Приватний детектив (серіал)

## Переклади українською
- Реймонд Чандлер. «Прощай, кохана!». З англійської переклала Наталка Войко. (Увійшов що збірки «Подих смерті. Пригодницькі романи». Айзек Азімов — «Подих смерті», Реймонд Чандлер — Прощай, кохана!, Дешилл Хеммет — Худий. Переклад з англійської Богдан Салик, Наталка Войко, Олександр Буценко. Художнє оформлення І. Бугославської. Київ: Молодь. 1989. 448 стор. (Серія «Зарубіжний детектив»). ISBN 5-7720-0221-Х)
- Реймонд Чандлер. «Убивство під час дощу». Переклад з англійської: Олексія Барієва. Київ: Час. 1990. 48 ст. ISBN 5-88520-089-0.
- Реймонд Чендлер. Глибокий сон / пер. з анг. Христина Михайлюк. — К. : Вавилонська бібліотека, 2021. — 196 с. — ISBN 978-966-97782-7-7.
- Реймонд Чендлер. Високе вікно / пер. з анг. Віктор Морозов. — К. : Вавилонська бібліотека, 2025. — 216 с. — ISBN 978-617-8281-16-8.